# Resetár
Resetár (középkori magyar neve Resetaróc, horvátul: Rešetari) falu és község Horvátországban, Bród-Szávamente megyében.

## Fekvése
Bródtól légvonalban 47, közúton 55 km-re nyugatra, Pozsegától   légvonalban 21, közúton 30 km-re délnyugatra, Nyugat-Szlavóniában, a Rešetarica-patak partján fekszik. A község domborzata élesen elkülönül: míg északon felnyúlik a Psunj-hegység déli lejtőin, addig délen teljesen sík, melynek magassága a 100 métert sem éri el. Az éghajlat kontinentális, az átlaghőmérséklet 10,7 °C. Az évi átlagos csapadékmennyiség 800 mm, melyből a legtöbb késő tavasszal és nyár elején esik le, amely kedvez a mezőgazdaságnak.

## A község települései
A községhez Adžamovci, Brđani, Bukovica, 
Drežnik, Gunjavci, Resetár és Szapolya települések tartoznak.

## Története
A község területe már a történelem előtti időben is lakott volt. Erről tanúskodik az itt talált, megégett gabonát tartalmazó edény, őskori szövőszék nehezékei és sok cseréptöredék. A rómaiak idejében a 3. és 4. században a Gostinac lejtőin több épület is állt. Többféle római pénzérme és tégla is előkerült itt, de régészeti feltárás hiányában csak sejtések lehetnek egy esetleges itteni római településről.
Resetár első írásos említése „Resetarowich villa” alakban 1407-ben történt a Pozsegai völgység településeinek adóösszeírásában. 1427-ben „Resetharowcz” néven részben a Garaiak birtokaként tűnik fel a neve. A 16. század elején a cserneki Dezsőfi család birtoka lett. 1536-ban megszállta a török. 1563-ban a török megszállás alatti birtokot Ferdinánd király Bornemissza Jánosnak és Imrének adományozta, de az adományosok ténylegesen nem tudták birtokba venni. A keresztény lakosság egy része a török uralom alatt is tovább élt. Luka Ilić Oriovčanin 19. századi horvát író Resetárról írva beszámol arról, hogy itt egy vízzel körülvett helyen állt a török korban Restaróc vára, melyről az egyetlen adat, hogy 1600-ban Marko Lapsanović elfoglalta a töröktől. Távozása után a várat kijavították, de 1653-ban a keresztény seregek újra lerombolták és már nem épült fel újra. 1660-ban Petar Nikolić ferences atya egyházlátogatást tett itt és feljegyezte, hogy itt áll a régi Szent János templom.
A térség 1691-ben szabadult fel végleg a török uralom alól. 1698-ban „Resetary” néven Verbia északi szomszédjaként szerepel a török uralom alól felszabadított szlavóniai települések összeírásában. Az első katonai felmérés térképén „Reschetare” néven található. Lipszky János 1808-ban Budán kiadott repertóriumában „Resetare” néven szerepel. Nagy Lajos 1829-ben kiadott művében „Reshetare” néven 141 házzal, 758 katolikus és 1 ortodox vallású lakossal találjuk. A gradiskai határőrezredhez tartozott. A katonai igazgatás idején néhány katonai célokat szolgáló épületet építettek ide. Kezdetben itt lakott a parancsnok Friedrich Schmidt ezredes is, de amikor megalapították a szomszédos Újgradiskát az ezredes oda tette át székhelyét. Resetár ezután a 7. század parancsnokságának székhelye volt. A katonai hatóság iskolát alapított a településen. Az oktatásról az első írásos adat 1836-ból származik. 1765-ben a falu lakossága az újgradiskai plébániához tartozott. (A resetári plébániát 1978. január 12-én alapította Franjo Kuharić érsek.)
Miután 1871-ben megszűnt a katonai közigazgatás Horvátországhoz, Pozsega vármegyéhez csatolták. 1881-ben a vármegye Újgradiskai járásának része lett. A 19. század végén és a 20. század elején nagyarányú betelepülés volt a község területére, ahova Likáról és a Hegyvidékről horvát, Boszniából pedig szerb lakosság települt be. A régi Novska-Gradiška-Oriovac határmenti út lehetővé tette Resetár, valamint az összes közeli település gyors fejlődését, melyek korábban általában a Psunj-hegység lejtőin feküdtek. 1857-ben 771, 1910-ben 1580 lakosa volt. Az 1910-es népszámlálás szerint lakosságának 96%-a horvát anyanyelvű volt. Pozsega vármegye Újgradiskai járásának része volt. Az első világháború után 1918-ban az új szerb-horvát-szlovén állam, majd később (1929-ben) Jugoszlávia része lett. A település 1991-től a független Horvátországhoz tartozik. 1991-ben lakosságának 93%-a horvát nemzetiségű volt. 1993-ban megalakult az önálló Resetár község. A délszláv háború idején nagyarányú népességvándorlás volt a község területére. A háború után a község mind gazdasági, mind társadalmi szempontból a fejlődés útjára lépett. Megkezdődött az infrastruktúra kiépítése, több projekt indult a község területének gazdasági fejlesztésére. 2011-ben a településnek 2450, a községnek összesen 4753 lakosa volt.

## Lakossága
| Lakosság változása | Lakosság változása | Lakosság változása | Lakosság változása | Lakosság változása | Lakosság változása | Lakosság változása | Lakosság változása | Lakosság változása | Lakosság változása | Lakosság változása | Lakosság változása | Lakosság változása | Lakosság változása | Lakosság változása | Lakosság változása |
| ------------------ | ------------------ | ------------------ | ------------------ | ------------------ | ------------------ | ------------------ | ------------------ | ------------------ | ------------------ | ------------------ | ------------------ | ------------------ | ------------------ | ------------------ | ------------------ |
| 1857               | 1869               | 1880               | 1890               | 1900               | 1910               | 1921               | 1931               | 1948               | 1953               | 1961               | 1971               | 1981               | 1991               | 2001               | 2011               |
| 771                | 824                | 801                | 1.072              | 1.241              | 1.580              | 1.466              | 1.635              | 1.993              | 2.104              | 2.288              | 2.495              | 2.561              | 2.845              | 2.672              | 2.450              |

## Gazdaság
A község sík területei a földművelésre, a hegyes területek pedig a szőlő és gyümölcstermesztésre alkalmasak. Így a helyi gazdaság húzóereje hagyományosan a mezőgazdaság.

## Nevezetességei
Krisztus király tiszteletére szentelt római katolikus temploma 1968-ban épült. A római katolikus plébániát 1978-ban alapították, azelőtt a helyi hívek az újgradiskai plébániához tartoztak.

## Oktatás
A falu első népiskoláját 1836-ban nyitották meg az egyik magánházban, első ismert tanítója Mijo Petrović volt. 1842-ben az iskola átköltözött a korábbi századirnoki épületbe, melyet a község a gradiskai ezredtől vásárolt meg. Az új iskolaépület 1896. szeptember 2-án nyílt meg, ez ma a községháza épülete. Ebben az évben az addig egyosztályos intézmény kétosztályosra bővült. A két világháború alatt a tanítás szünetelt. Az 1945/46-os tanévben az iskolát 286 tanuló látogatta, akiket négy osztályban oktattak. 1948-ban megkezdődött a közösségi ház építése, ahol a tanítás ma is folyik. Az intézmény 1974-ben Josip Oršulić – Braco nevét vette fel. Ma mintegy 260 tanulója van.

## Kultúra
A település kulturális és művészeti egyesületét 1946-ban alapították. A KUD „Rešetari” számos hazai és külföldi rendezvényen lépett már fel, melyek közül kiemelkedik a diakóvári „Đakovacki vezovi”, a županjai „Šokačko selo”, a vinkovci „Vinkovačka jesen” és más fesztiválok. Ezeken kívül számos külföldi vendégszereplésük is volt, így képviselték már a szávamenti népművészetet Svájcban, Magyarországon, Ausztriában, Olaszországban, Németországban, Romániában és Szlovákiában is.

## Sport
NK Budućnost Rešetari labdarúgóklub.

## Egyesületek
A település önkéntes tűzoltóegyletét 1930-ban alapították.